# Svîdivok, raionul Cerkasî, regiunea Cerkasî
Svîdivok (în ucraineană Свидівок) este o comună în raionul Cerkasî, regiunea Cerkasî, Ucraina, formată numai din satul de reședință.

## Demografie
Componența lingvistică a comunei Svîdivok
     Ucraineană (92,97%)
     Rusă (6,86%)
     Alte limbi (0,08%)
Conform recensământului din 2001, majoritatea populației comunei Svîdivok era vorbitoare de ucraineană (92,97%), existând în minoritate și vorbitori de rusă (6,86%).